# Colin Thibert
Pour les articles homonymes, voir Thibert, Léon Noël et Noël (homonymie).
Œuvres principales
- Noël au balcon
- Royal cambouis
- Vitrage à la corde
- Le Festin d'Alice
- Une journée de merde
- Samien, le voyage vers l'Outremonde
- Torrentius

Colin Thibert, ou Pierre Colin-Thibert, de son vrai nom Léon Noël, est un scénariste, auteur de roman policier et auteur pour la jeunesse français né le 29 janvier 1951 à Neuchâtel. Il a signé des pièces radiophoniques, une pièce de théâtre et est un ancien dessinateur de presse.

## Biographie
Né en 1951 à Neuchâtel en Suisse d'un père traducteur et d'une mère bibliothécaire, Pierre Colin-Thibert fait ses études secondaires au lycée Pasteur de Neuilly-sur-Seine (études classiques, latin-grec).
Après le baccalauréat, il commence une école d’architecture intérieure et de design. Il découvre la gravure en taille-douce (l'eau-forte, le burin, la pointe sèche). Il travaille dans divers ateliers en Suisse et aux Pays-Bas et imprime les œuvres d'artistes tels qu'Albert Flocon, Pierre Tal-Coat, Orlando Pelayo, Hans Erni, André Thomkins…
Il donne ensuite des cours de peinture, travaille sur des chantiers, devient graveur en bijouterie…
Il remonte à Paris, en 1979, et se lance dans le dessin de presse et l'illustration, avec pour modèle André François. Il travaille pour une bonne vingtaine de magazines : informatiques, sportifs, syndicaux (Ça m'intéresse, Herald Tribune, Phosphore, Syndicalisme Hebdo, Tonus, Alpinisme et Randonnée), et pour des ouvrages scolaires ou techniques. Il signe en 1982 une bande dessinée, Le Goût de l'exploit (éd. Sipe).
Parallèlement il commence à écrire des pièces pour la radio (Les Mille et un jours sur France Inter, de 1983 à 1986) et fait ses premiers pas et ses premiers sketches à la télévision grâce à Jean-Michel Ribes qui réalise alors l'émission Merci Bernard. Il rencontre Roland Topor, Gébé, Gourio…
Il abandonne progressivement le dessin de presse pour travailler de plus en plus à la télévision… (séries de dessins animés, épisodes de sitcom). Il est l'un des piliers de Maguy sur Antenne 2. Il fait la connaissance de Jean-Claude Islert vers 1986. Ils décident d'unir leurs forces pour écrire des téléfilms. Ils en ont signé une trentaine ensemble.
En 1998, il signe pour le cinéma avec Jean-Claude Islert le scénario d'Une journée de merde, film réalisé par Miguel Courtois avec Richard Berry.
Il entre à la Série noire en 2001 avec Noël au balcon. Il enchaîne avec Royal Cambouis en 2002 qui obtient Prix SNCF du polar du meilleur roman policier français, Nébuleuse.org en 2002, Barnum TV (2003) et Cahin-Cahos (2005).
Son roman Vitrage à la corde (2007) a été adapté à la télévision en 2008 pour la série Suite noire de Laurent Bouhnik avec Manuel Blanc, Jacky Berroyer et Philippe Duquesne.
Jean-Bernard Pouy le présente ainsi en avant-propos de son roman Vitrage à la corde : « C’est avant tout l’envie de raconter des histoires qui est à la base de ses divers romans au ton irrévérencieux, plus "noirs" que "polars". Ses récits, noirs, prémonitoires et globalement pessimistes, opposent en effet des naïfs, des petits ou des manipulés au cynisme de tous les pouvoirs. Parfait constructeur d'intrigues, il noie cette froideur narrative dans une distance, un humour, voire une loufoquerie qui font souvent penser à Donald Westlake ».
Explorant de nouvelles pistes narratives, il signe en 2010 le scénario d'un album de bandes dessinées chez Sarbacane : Des chiens et des loups. Sa pièce de théâtre Le Matelas est jouée au Palais des Glaces. En 2011, chez Thierry Magnier, il entame une série de romans d'heroic fantasy à destination de la jeunesse : Samien.
En 2019, il quitte le polar pour s'illustrer dans la littérature chez Héloïse d’Ormesson avec Torrentius, roman historique récompensé par le Prix Roland-de-Jouvenel de l'Académie Française, qui sera suivi de Mon frère, ce zéro et La Supériorité du kangourou.

## Publications

### Romans
- Noël au balcon, Paris : Gallimard, 2001, 255 p. (Série noire ; no 2632).  (ISBN 2-07-049979-0)
  - Paris : Éd. du Cercle Polar, 2002, 251 p. (Roman noir).  (ISBN 2-744-15496-2)
  - Paris : Gallimard, 2004, 319 p. (Folio policier ; no 325).  (ISBN 2-070-31333-6)
- Royal Cambouis, Paris : Gallimard, mars 2002, 254 p. (Série Noire ; no 2646).  (ISBN 2-070-42141-4).
  - Versailles : Feryane, mai 2003, 347 p. (Policier).  (ISBN 2-840-11530-1)
  - Paris : Gallimard, janvier 2005, 291 p. (Folio policier ; no 361).  (ISBN 2-070-30580-5)
- Nébuleuse.org, Paris : Gallimard, septembre 2002, 264 p. (Série noire ; no 2656).  (ISBN 2-070-42461-8).

- Barnum TV, Gallimard, décembre 2003, 219 p. (Série noire ; no 2697).  (ISBN 2-070-30240-7).
- Cahin-Chaos (Titre primitif : Ilona de guerre lasse), Paris : Gallimard, janvier 2005, 237 p. (Série noire ; no 2728).  (ISBN 2-070-30071-4)
- Vitrage à la corde, Paris : La Branche, mai 2007, 95 p. (Suite noire ; no 18).   (ISBN 978-2-353-06018-4)
- Le Festin d'Alice, Paris : Fayard, septembre 2009, 361 p. (Fayard noir).  (ISBN 978-2-213-64351-9)
- Quelle était verte mon absinthe, G. d'encre, avril 2012, 104 p.  (ISBN 978-2-940-25796-6)
- Torrentius, Paris : Héloïse d'Ormesson, août 2019, 122 p.  (ISBN 978-2-35087-537-8)
  - Paris : J'ai Lu n° 12840, février 2021, 224 p.  (ISBN 978-2-290-22565-3)
- Mon frère, ce zéro, Paris : Héloïse d'Ormesson, février 2021, 122 p.  (ISBN 978-2-35087-756-3). 
  - Paris : Pocket, 04/2022, 240 p.  (ISBN 978-2-266-32223-2)
- La Supériorité du kangourou, Paris : Héloïse d'Ormesson, 04/2022, 256 p.  (ISBN 978-2-35087-801-0)
- Le Chevalier fracassé, Paris : Héloïse d'Ormesson, février 2023, 208 p.  (ISBN 978-2-35087-853-9)
- Une saison à Montparnasse, Paris : Héloïse d'Ormesson, 03/2024, 272 p.  (ISBN 978-2-35087-939-0)

### Recueils de nouvelles
- Tirez sur l'ambulance. Paris : Thierry Magnier, janvier 2008, 176 p. (Nouvelles).  (ISBN 978-2-844-20610-7)
- Le Bâtard de l'espace. Paris : Thierry Magnier, janvier 2009, 176 p. (Nouvelles).   (ISBN 978-2-844-20717-3)
- Chat qui lit jamais ne s'ennuie. Paris : Thierry Magnier, avril 2014, 160 p.  (ISBN 978-2-364-74455-4)

### Nouvelles
- « Le Déjeuner sur l’herbe », in Frédéric Prilleux (dir.). Mes chers voisins : recueil de nouvelles du sixième concours La Noiraude-La Fureur du Noir. Rennes : Terre de Brume, 2005, p. 113-134. (Granit noir ; no 39).  (ISBN 2-843-62286-7)
- « Les Cailloux du Petit Poucet », in Le Noir dans le Blanc : saison 2005 : nouvelles noires. Gémenos : Autres Temps, avril 2005, p. 141-[157]. Ill. de Laura Mergoni.  (ISBN 2-84521-218-6)
- « Dol à Mérindol », in Le Noir dans la truffe : saison 2006, anthologie. Gémenos : Éd. Autres Temps, mai 2006, p. 125-139. (coll. "Nouvelles noires").   (ISBN 2-845-21249-6)
- « Cannibale », Au bord du noir : revue consacrée au roman noir, automne 2005, no 7. Grenoble : Projet noir, 2005, p. 3-13.
- « Un miracle », in Jean-Bernard Pouy (dir.). Bloody Birthday : nouvelles. Paris : la Branche, 2008, p. 181-188.  (ISBN 978-2-353-06024-5). Ill. Benoît Sokal.
- « Trois petits cochons… », in Nouvelles re-vertes, anthologie. Paris : Thierry Magnier, 2008, p. 143-153.  (ISBN 978-2-844-20715-9)
- « Alizarine », in Sable noir vol. 2 : Vampyres. Paris : J'ai lu, oct. 2009. (J'ai lu policier ; no 8466).   (ISBN 978-2-290-00279-7)
- « Alter ego », in Nouvelles du XXIe siècle, anthologie composée par Hélène Maggiori-Kalnin, ill. Benoît Springer. Paris : Hatier poche, mars 2010, p. 38-47. (coll. "Classiques & Cie collège" ; no 28).  (ISBN 978-2-218-94325-6)
- « Cham' suffit », in Sauve qui peut les vacances ! Paris : Thierry Magnier, mai 2013, p. 105-120.   (ISBN 978-2-364-74265-9)
- « Poules mouillées », in Et si jamais… : 8 nouvelles pour (ré)inventer l’Histoire. Paris : Thierry Magnier, juin 2016, p. 115-124.   (ISBN 978-2-36474-910-8)
- « Lorsque le lion paraît », in Poilus : 10 récits d'animaux pendant la Grande Guerre, sous la dir. de Charline Vanderpoorte. Paris : Thierry Magnier, septembre 2018, p. 127-138.   (ISBN 979-10-352-0189-0)
- « Priape et la brune des Alpes », in De l’autre côté du mur : 11 histoires de murs et de frontières. Paris : Thierry Magnier, 09/2019, p. 127-140.
- « Déjà », in Des mots par la fenêtre : les écrivains se mobilisent pour les hôpitaux, collectif au profit de la Fondation Hôpitaux de Paris-Hôpitaux de France. Pocket n° 18118, 07/2020, p. 309-312.
- « Les Duettistes », in Rêves américains : 13 textes sur les États-Unis, collectif. Paris : Thierry Magnier, 09/2020, p. 149-162.  (ISBN 979-10-352-0376-4)

### Bandes dessinées
- Le Goût de l'exploit / scénario et dessins Colin-Thibert. Paris : SIPE, 1982, 80 p. (Alpinisme et Randonnée présente)
- Alizarine in Vampyres : Sable noir (tome 1) / scénario et adaptation Denis-Pierre Filippi d'après la nouvelle Alizarine (La Nuit éternelle, sic) de Colin Thibert ; dessin Steve Lieber ; couleurs Sébastien Gérard. Marcinelle : Dupuis, octobre 2009, p. 60-86.  (ISBN 978-2-8001-4098-8)
- Des chiens et des loups / scénario Colin Thibert ; dessin Stéphane Soularue. Paris : Sarbacane, oct. 2010, 112 p.   (ISBN 978-2-848-65399-0)
- La Loge écarlate / scénario Colin Thibert ; dessin Stéphane Soularue. Paris : Sarbacane, oct. 2012, 112 p.   (ISBN 978-2-848-65557-4)
- Madeleine : une femme libre / scénario Rudy Ortiz et Pierre Colin-Thibert ; dessin Soren Mosda. Paris : Sarbacane, oct. 2014, 165 p.  (ISBN 978-2-84865-739-4)
- Compadres / scénario Pierre Colin-Thibert ; dessin Frédéric Pontarolo. Paris : Sarbacane, oct. 2016, 96 p.  (ISBN 978-2-84865-925-1)
- Le Bus 666 / scénario Sylvie Nordheim d'après le roman de Colin Thibert ; dessin Édith Chambon. Paris : Thierry Magnier, nov. 2020, 48 p.  (ISBN 979-10-352-0377-1)

### Livre humoristique
- Merci Bernard : la série culte de Jean-Michel Ribes / collectif.

1. Paris : Balland, 1984, 250 p.  (ISBN 2-7158-0497-0)
2. Montréal : Leméac ; Arles : Actes Sud, coll. "Babel" no 488, mai 2001, 247 p.  (ISBN 2-7609-2200-6) (Leméac).  (ISBN 2-7427-3334-5) (Actes Sud)

### Livres pour la jeunesse
Série « Samien »
1. Samien, le voyage vers l'Outremonde / Colin Thibert. Paris : T. Magnier, 2011, 338 p. (Collection animée par Soazig Le Bail).  (ISBN 978-2-844-20888-0)
2. Samien, la conquête de la planète froide / Colin Thibert. Paris : T. Magnier, 2012, 352 p. (Collection animée par Soazig Le Bail).  (ISBN 978-2-36474-069-3)

Série « Thelma Templeton mène l'enquête »
1. Le Chien du bout du monde / Colin Thibert. Genève : La Joie de lire, 10/2023, 106 p.  (ISBN 978-2-88908-644-3)[7], La Joie de lire, 2023

1. La Chambre secrète / Colin Thibert ; ill. Cristina Sardà. Genève : La Joie de lire, 06/2024, 106 p.  (ISBN 978-2-88908-676-4)

Romans illustrés par l'auteur
- Tchao Grumeau ! / texte de Didier Cohen ; ill. Pierre Colin-Thibert. Paris : Syros Jeunesse, 1987, 27 p. (Souris noire ; no 13).  (ISBN 2-012-09360-4)
- Rock machine / texte de Marc Villard ; ill. Pierre Colin-Thibert. Paris : Syros jeunesse, 1988, 64 p. (Souris noire Plus ; no 4).   (ISBN 2-867-38283-1)

Romans
- Drôle de baby-sitter ! / Colin-Thibert ; ill. Catherine Reiser. Paris : Rouge et or, 1989, 26 p. (Première lecture).   (ISBN 2-261-02814-8)
- Qui a peur des kidnappeurs ? / Pierre Colin-Thibert ; ill. Élisabeth Marie. Paris : Syros Jeunesse, août 1989, 29 p. (Souris noire ; no 36).   (ISBN 2867383781).
- C’est la rentrée / Colin-Thibert ; ill. Véronique Boiry. Paris : Rouge et or, 1990, 29 p. (Première lecture).  (ISBN 2-261-03000-2)
- Balade à Crèvecœur / texte et ill. Colin-Thibert. Paris : Hachette jeunesse, 1990, 126 p. (Bibliothèque verte ; no 809, série Aventure : aventure policière).  (ISBN 2-010-16548-9).
- Avec ou sans Biniou ? / Colin-Thibert ; ill. Roser Capdevila. Paris : Rouge et or, 1991, 27 p. (Première lecture).   (ISBN 2-261-03324-9)
- Le Bus 666. Paris : T. Magnier, septembre 2013, 96 p. (En voiture Simone !).   (ISBN 978-2-364-74315-1)
- Un caillou sur le toit. Paris : T. Magnier, février 2015, 98 p. (En voiture Simone !).  (ISBN 978-2-36474-553-7)
- Un grand bol d'air avant chaque repas. Paris : T. Magnier, septembre 2018, 48 p. (Petite Poche).  (ISBN 979-10-352-0192-0)
- Un amour de tronçonneuse. Paris : T. Magnier, mars 2024, 96 p. (En voiture Simone !).  (ISBN 979-10-352-0725-0)

Novélisations par autrui
- Les Insignes sacrés / d'après un scénario de Nina Wolmark ; adaptation et dialogues de Nina Wolmark et Colin Thibert ; conception graphique Patrick Regout. Tournai : Casterman, coll. "Les Mondes engloutis. Récit photos", mars 1986, 22 p.  (ISBN 2-203-35107-1)
- Rebecca, pirate du lac / Nina Wolmark ; raconté par Évelyne Lallemand. Paris : Hachette, coll. "Bibliothèque rose. Les Mondes engloutis", septembre 1986, 128 p.  (ISBN 2-01-011531-7). Novélisation des épisodes 8 (Démosthène, dit D.D.) et 18 (Rebecca, pirate du lac).
- Une seconde chance [série L’Instit] / novélisation du scénario de Jean-Claude Islert, Pierre Colin-Thibert et Didier Cohen par Gudule. Paris : Hachette jeunesse, 1995, 188 p. (Bibliothèque Verte ; no 653).   (ISBN 2-012-09360-4). Rééd. : France-Loisirs, 1996, 240 p. (Ma première bibliothèque).   (ISBN 2-744-10325-X)

Album
- Dix petites souris / Colin Thibert ; ill. Haydé. Genève : La Joie de lire, 12/2022, 22 p.  (ISBN 978-2-88908-615-3)

### Articles
- « Iconographie sémanticosybilline monofigurative », Teckel, hiver 2005, no 3.  (ISBN 2-915438-11-0)
- « Adieu poulet », Shanghai Express, mars 2006, no 1, p. 82.
- « Adieu poulet », Shanghai express, avril 2006, no 2, p. 82.
- « Adieu poulet », Shanghai express, mai 2006, no 3, p. 82.
- « Adieu poulet », Shanghai express, novembre 2006, no 4, p. 66.
- « Adieu poulet », Shanghai express, décembre 2006, no 5, p. 66.
- avec Jean-Hugues Oppel, « Iconographie sémanticosybilline monofigurative », Teckel : revue de Folies littéraires, hiver 2009, no 4, p. 32, 63, 65, 74, 93, 96.   (ISBN 978-2-915-43817-8)

## Radiothéâtrographie

### Dramatiques
- Bizness is bizness (Série Les Mille et un jours, 1983). Producteur artistique : Pierre Billard. Radiodiffusion : 12 décembre 1983, 8 octobre 1985 (France Inter).
- Tableau de famille (Série Les Mille et un jours, 1984). Producteur artistique : Pierre Billard. Radiodiffusion : 10 janvier 1984 (France Inter).
- Le Verger des Hesperides (Série Les Mille et un jours, 1984). Producteur artistique : Pierre Billard. Radiodiffusion : 23 janvier 1984 (France Inter).
- À chacun ses rêves (sous le pseudonyme de Léon Noël). (Série Les Mille et un jours, 1984). Producteur artistique : Pierre Billard. Radiodiffusion : 26 mars 1984 (France Inter).
- Si j’avais su je serais venu en vélo (sous le pseudonyme de Léon Noël). (Série Les Mille et un jours, 1984). Producteur artistique : Pierre Billard. Radiodiffusion : 9 juillet 1984 (France Inter).
- L’Esprit de famille (sous le pseudonyme de Léon Noël). (Série Les Mille et un jours, 1985). Producteur artistique : Pierre Billard. Radiodiffusion : 26 février 1985 (France Inter).
- Un bonheur n’arrive jamais seul (sous le pseudonyme de Léon Noël). (Série Les Mille et un jours, 1985). Producteur artistique : Pierre Billard. Radiodiffusion : 3 avril 1985 (France Inter).
- Une occasion en or (Série Les Mille et un jours, 1985). Producteur artistique : Pierre Billard. Radiodiffusion : 8 novembre 1985 (France Inter).
- Allo Baby sitting (Série Les Mille et un jours, 1985). Producteur artistique : Pierre Billard. Radiodiffusion : 5 décembre 1985 (France Inter).
- Scoop (Série Les Mille et un jours, 1986). Producteur artistique : Pierre Billard. Radiodiffusion : 8 janvier 1986 (France Inter).
- Barbe bleue (Série Les Mille et un jours, 1986). Producteur artistique : Pierre Billard. Radiodiffusion : 8 janvier 1986 (France Inter).
- Verveine menthe (sous le pseudonyme de Léon Noël). (Série Les Mille et un jours, 1986). Producteur artistique : Pierre Billard. Radiodiffusion : 2 octobre 1986 (France Inter).
- Holmes Sweet Holmes (France Culture).
- Les Trains fantôme ça n’existe pas (France Culture).
- Le Secret du glacier / de Colin Thibert (Série Mauvais genres, 2003). Producteur artistique : François Angelier. Réalisation : Michel Sidoroff. Durée : 55 min. Radiodiffusion : 4 octobre 2003 (France Culture).
- On aura beau dire : 5 pièces courtes, avec Claude Piéplu et Julien Guiomar (Radio bleue, 2003)
- Le Crime céleste : 2004 (France culture)

## Filmographie
- Une journée de merde. Réalisation : Miguel Courtois. Scénario, adaptation et dialogues : Jean-Claude Islert et Pierre Colin-Thibert. Sociétés de production : Fit production et France 3 Cinéma. Producteur délégué : Jean-Pierre Ramsay-Levi. Directeur de production : Catherine Lapoujade. Distributeur d'origine : SND - Société Nouvelle de Distribution (Paris). Durée : 100 min. Sortie : 3 mars 1999. Interprètes : Richard Berry, Anne Brochet, Christian Charmetant, Gilbert Melki, François Perrot, Guilaine Londez…

## Téléfilmographie

### Dessins animés
- "Zoofolies" série animée pour les enfants.
- Les Mondes engloutis (France/Corée du Sud, 1985). Productions : Bon Bon, Dr. Movie, France 2, France 3, Saban International. Distributeurs : Morning Glory (Corée), Nickelodeon Network (États-Unis). Réalisation : Michel Gauthier. Producteur : Gilbert Wolmark et Michel Gauthier. Scénario : Yoon Suk Hwa. Musique : Vladimir Cosma, Nina Wolmark (paroles) et Les Mini-stars (interprètes). Interprètes : Victoria Abril (Arkana), Sophie Artur (Rebecca), Joël Barbouth (Arkadian Wiseman), Jackie Berger (Bob), Philippe Brigaud (Spartakus). Première diffusion : 11 septembre 1985 (Antenne 2). Nombre d'épisodes : 52 épisodes de 26 minutes[8].
- Monsieur Roger
- SOS Polluards / Stops The Smoggies ! (France-Canada, 1987). Karina Films CINAR Animation, Initial Groupe. Première diffusion : septembre 1990 (Antenne 2). Nombre d'épisodes : 52 épisodes de 26 minutes.
- Mona le vampire / Mona the Vampire (1998). Réalisation : Jean Caillon, Louis Piche. Scénario : Pierre Colin-Thibert, A. Kempton, Jean Malozzi. Production : Alphanim, Cinar. Télédiffusion : France 3. Durée : 26 épisodes de 26 min ou 52 épisodes de 13 min.
- Ripley les aventuriers de l’étrange / Ripley’s, believe it or not (1998). Direction d'écriture française sur la série de dessin animé canadienne. Réalisation : F. Brisson, Arnaud Gransac. Scénario : Pierre Coln-Thibert, M. O’Mahoney et B. Robb. Production : Alpharnim – Cinar. Durée : 13 épisodes de 23 min.
- Bêtes à craquer (1999). Adaptation française de la série canadienne "Bêtes à craquer" ("Animal Crackers"). Réalisation : Louis Piche. Scénario : Roger Bollen, Joseph Mallozi et Pierre Colin-Thibert. Télédiffusion : La 5e.
- Allo la terre ? Ici les Martins / Space Out (2000). Réalisation : Marc Perret. Scénario : Jean-Claude Islert, Jan Van Rijsselberge et Pierre Colin-Thibert. Producteur : Alphanim. Télédiffusions : Canal +, France 3. Durée : 26 épisodes de 26 min.
- Les Zinzins de l'espace (2005, saison 2). Liste des épisodes

### Séries TV
- Maguy (série en 333 épisodes, 1988). Scénario : Pierre Colin-Thibert, Jean-Guy Gingembre. Musique : Alain Wisniak /paroles générique Jean-Guy Gingembre et Stéphane Barbier. Production : A2 – Télé Images. Interprètes : Rosy Varte (Maguy), Jean-Marc Thibault (Georges, son mari), Sophie Arthur (Caroline, sa fille), Marthe Villalonga (Rose, la bonne), Henri Garcin (Pierre, l’ami de la famille). Durée : 333 x 26 min. Télédiffusion : 8 septembre 1985 sur A2.
- Tel père tel fils (série en 42 épisodes, 1988). Réalisation : Didier Albert, Jean-Claude Charnay, Bernard Dumont et Jacqueline Wieder. Scénario : Stéphane Barbier, Jean-Guy Gingembre et Pierre Colin-Thibert. Production : A2 – Télé Images. Interprètes : Jacques Balutin, Pierre Deny, Micheline Dax, Jacques Marin, Blandine Métayer, Diane Lafosse, Richard Taxy, Clémentine Amouroux, Bruno Balp, Robert Rollis, Jean-Pierre Rambal, Christine Hayder, Roger Muni, Bruno Le Millin, André Penvern, Sheila O’Connor, Marie-Christine Demarest. Durée : 42 x 20 min. Télédiffusion : 9 septembre 1988 sur A2. Série diffusée en alternance avec Loft story, L’Appât, L’Homme à tout faire, tous les jours de la semaine avant le journal de 20h jusqu’au 4 novembre puis programmée en continuité du 7 au 25 novembre 1988 et 9 janvier au 3 février 1989.

### Téléfilms - Épisodes de séries
- Besoin de personne (1991) Fictions jeunesse. Scénario : Jean-Claude Islert et Pierre Colin-Thibert. Durée : 13 épisodes de 13 min. Télédiffusion : France 2.

- Ascension express [série L’Air du temps]. Réalisation : Nicolas Ribowski. Scénario : Philippe Le Guay, Jean-Claude Islert et Pierre Colin-Thibert d’après l’œuvre de Patrick Dewolf. Production : France3 – Hamster. Interprètes : Samuel Labarthe, Antoine Duléry, Maka Koto, Suzanna Hofman, Anne-Élise Bottau, Jean-Noël Broute, Gilles-Gaston Dreyfus, Étienne de Balasy, Eric Prat. Durée : 82 min. Télédiffusion : 20 octobre 1992 sur France 3.

- Deux morts sans ordonnance [série La Guerre des Privés]. Réalisation : Josée Dayan. Scénario : Jean-Gérard Imbar et Yves Ellena. Adaptation et dialogues : Jean-Claude Islert et Pierre Colin-Thibert. Musique : Didier Vasseur. Production : TF1 – Gaumont TV. Interprètes : Daniel Prévost, Robert Lamoureux, Julie Jezequel, Luc Thuillier, Virginie Pradal, Jacques Boudet, Frédéric Darie, Clotilde Debayser, Jean-Paul Muel, Patrick Raynal, Maïa Simon, Pauline Sales, Serge Merlin, Elisabeth Catroux, Bertrand Garnier. Durée : 90 min. Télédiffusion : 17 février 1994 sur TF1.

- Une seconde chance [série L’Instit]. Réalisation : Gérard Marx. Scénario : Jean-Claude Islert et Pierre Colin-Thibert. Adaptation : Jean-Claude Islert, Pierre Colin-Thibert et Didier Cohen. Musique : Bruno Coulais. Production : France 2 – Hamster – TSR. Interprètes : Gérard Klein (Victor Novak), Luc Thuillier (Gilles Jouanet), Laura Martel (Sandrine Loisel), Victor Garrivier (M. Raymond Loisel), Dora Doll (Mme Loisel), Gilda Albertoni (Anne Thibault), Sébastien Chamaillard (Frédérique), Philippe du Jamerand (Joubert). Durée : 85 min. Télédiffusion : 20 avril 1994 sur France 2.

- Tchao Poulet [série La Guerre des Privés]. Réalisation : Josée Dayan. Scénario : Pierre Fabre et Thierry Bourcy. Adaptation et dialogues : Jean-Claude Islert et Pierre Colin-Thibert. Musique : Didier Vasseur. Production : TF1 – Gaumont TV. Interprètes : Daniel Prévost, Robert Lamoureux, Julie Jézéquel, Luc Thuiller, Virginie Pradal, Jean-Paul Muel, Eric Averlant, Frédéric Darie, Stéphane Ferrara, Jacques Pater, Thierry Redler, Catherine Samie, Hichem Rostom, Julie Legendre, Marc Monjou. Durée : 90 min. Télédiffusion : 28 avril 1994 sur TF1.

- Tendre piège [série Au jour le jour no 1/3]. Réalisation : Serge Moati. Scénario : Pierre Colin-Thibert. Photographie : André Neau. Son : Francis Baldos. Musique : Jean-Marie Senia. Décors : Sylvie Olive. Production : TF1 – Image et Cie. Interprètes : Alexandra Kazan (Elisabeth), Antoine Duléry (Daniel Galibert), Patachou, Marie-Christine Barrault (Françoise), Jean-Luc Moreau (Jean Cornier), Rufus (Georges Galibert), Catherine Arditi (Marie Galibert), Emmanuelle Devos (Marianne), Jean-Marie Galey, Pierre-Olivier Mornas (Jacques Cornier), Annie Savarin, André Bodin, Sophie Forte, Basile Bernard, Thomas Chabrol, François Clavier, Daniel Jean, Patricia Malvoisin, Luc Palun, Rosine Young, Justine Alberts, Quentin Darras. Durée : 90 min. Télédiffusion : 10 mai 1996 sur TF1.

- Un mois de réflexion [série Au jour le jour no 2/3] (1998). Réalisation : Serge Moati. Scénario et dialogues : Pierre Colin-Thibert et Jean-Claude Islert. Production : TF1 – Image et Cie. Musique : Jean-Marie Senia. Photographie : Roger Dorieux. Son : Francis Baldos. Montage : Pascale Arnaud. Interprètes : Alexandra Kazan (Élisabeth), Antoine Duléry (Daniel Galibert), Catherine Arditi (Marie Galibert), Rufus (Georges Galibert), Virginie Lemoine (Sarah), Emmanuelle Devos (Marianne), Jean-Luc Moreau (Jean Cornier), Anne Romand (Caroline), Pierre-Olivier Mornas (Jacques Cornier), Christophe Odent (Alain), Léopoldine Serre (Charlotte Galibert). Durée : 1 h 33. Télédiffusion : 23 mars 1998 sur TF1.

- Maison de famille (1999) [série Au jour le jour no 3/3]. Réalisation : Serge Moati. Scénario et dialogues : Pierre Colin-Thibert et Jean-Claude Islert. Prod. : TF1 – Image et Cie. Photographie : Jean-Jacques Bouhon. Son : Francis Baldos. Montage : Pascale Arnaud. Décors : Sylvie Olive. Costumes : Marielle Robaut. Interprètes : Alexandra Kazan (Élisabeth), Antoine Duléry (Daniel Galibert), Marie-Christine Barrault (Françoise), Jean-Luc Moreau (Jean Cornier), Catherine Arditi (Marie Galibert), Rufus (Georges Galibert), Pierre-Olivier Mornas (Jacques Cornier), François Berland (Luc), Léopoldine Serre (Charlotte Galibert), Eva Ionesco (Sandra). Durée : 1 h 30. Télédiffusion : 17 mai 1999 sur TF1.

## Prix et distinctions
Romans
- 2002 : Prix SNCF du polar du meilleur roman policier français, pour Royal Cambouis.
- 2003 : Prix des Incorruptibles Lycée, pour Nébuleuse.org.
- 2003 : Prix des Lecteurs Doucet-Polar (Librairie Doucet, Le Mans), pour Nébuleuse.org.
- 2003 : Prix Sang d'Encre, pour Nébuleuse.org.
- 2011 : Prix Gasser, pour Quelle était verte mon absinthe
- 2020 : Prix Roland-de-Jouvenel de l'Académie Française, pour Torrentius.

Télévision
- 1995 : Prix Comédie du Comité français pour l'audiovisuel, pour Le Paradis absolument.
- 1996 : Prix du public, Festival de Reims, pour L'Amour est un jeu d'enfant.
- 1998 : Prix Comédie du Comité français pour l'audiovisuel, pour Une fille à papas.
- 1998 : Trophée du téléfilm français 1998, pour Un amour de cousine.
- 1999 : 7 d'Or - Vote du public : Meilleure comédienne de fiction Véronique Genest, dans Un amour de cousine.
- 2002 : Prix de la meilleure histoire Festival de Luchon, pour Y a pas d'âge pour s'aimer.
- 2002 : Lauriers 2002 de la radio et de la télévision section comédie, pour Une Ferrari pour deux.
- 2003 : Nymphe d'or du meilleur scénario, Festival de Monte-Carlo, pour Une Ferrari pour deux.
- 2008 : Prix de la Contribution artistique au festival de la Fiction de La Rochelle, pour Les Bougon.